# 가슴에 돋는 칼로 슬픔을 자르고
가슴에 돋는 칼로 슬픔을 자르고는 1992년 공개된 대한민국의 영화이다.

## 배역
- 조재현 : 재호 역
- 홍석연 : 오길재 역
- 최동준 : 정복춘 역
- 김진녕 : 순영 역

## 수상
- 1992년 제13회 청룡영화상
  - 신인남우상 - 조재현
- 1993년 제29회 백상예술대상
  - 영화부문 남자신인연기상 - 조재현
  - 영화부문 여자신인연기상 - 오연수
  - 영화부문 시나리오상 - 홍기선, 이정희